# (29998) 2000 AG137
A (29998) 2000 AG137 a Naprendszer kisbolygóövében található aszteroida. A LINEAR projekt keretében fedezték fel 2000. január 4-én.